# 大阪有機化学工業
大阪有機化学工業株式会社（おおさかゆうきかがくこうぎょう、英: OSAKA ORGANIC CHEMICAL INDUSTRY LTD）は、大阪府大阪市中央区に本社を置く日本の化学メーカーである。

## 概要

### 事業内容[1]

#### 化成品事業
塗料・接着剤、インキ向け等特殊アクリル酸エステル及びアクリル酸の製造販売。エステル化技術、蒸留精製技術、重合防止技術を基に自動車・建築等の塗料、粘接着剤、コーティング材やエレクトロ分野へのポリマー原料として、マルチパーパス生産設備で多品種少量生産対応により事業展開している。

#### 電子材料事業
ディスプレイ・半導体向けを中心とした電子材料の製造販売。エステル化技術、蒸留精製技術、ポリマー合成技術、精密有機合成技術を基に、アクリル酸エステルの光硬化性の特徴を活かしたアクリル酸エステル製品及びアクリル酸エステルから誘導化した機能性ポリマー製品を電子材料原料として電子産業分野へ事業展開している。

#### 機能化学品事業
化粧品向け原材料、機能材料等の製造販売。エステル化技術、蒸留精製技術、ポリマー合成技術、精密合成技術を基に、頭髪用機能性ポリマー製品、各種中間体原料及び特殊溶剤としての機能性在料等を関連産業へ事業展開している。

#### 新規事業
特殊アクリルをベースに新しい価値を創造し、大阪有機の未来を担う新製品の開発に取り組んでいる。センサ・IoT関連分野、ロボティクス分野など、近い未来において急拡大が見込まれる市場に向けた材料開発に注力している。

### 事業拠点
- 本社 - 大阪府大阪市中央区
- 東京オフィス - 東京都中央区日本橋本町
- 工場 - 金沢工場、酒田工場
- 大阪事業所、八千代事業所

## 沿革
- 1946年12月 - 大阪有機化学工業株式会社を設立。
- 1987年7月 - 大阪証券取引所2部に株式上場。
- 2005年11月 - 東京証券取引所2部に株式上場。
- 2011年12月7日 - 東京証券取引所1部へ指定替え。